# Список умерших в 1041 году

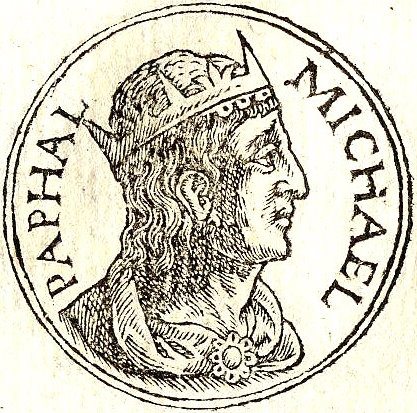
Михаил IV Пафлагонский

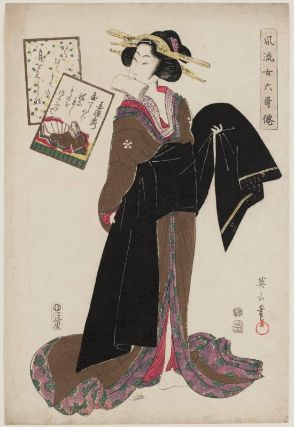
Акадзомэ Эмон

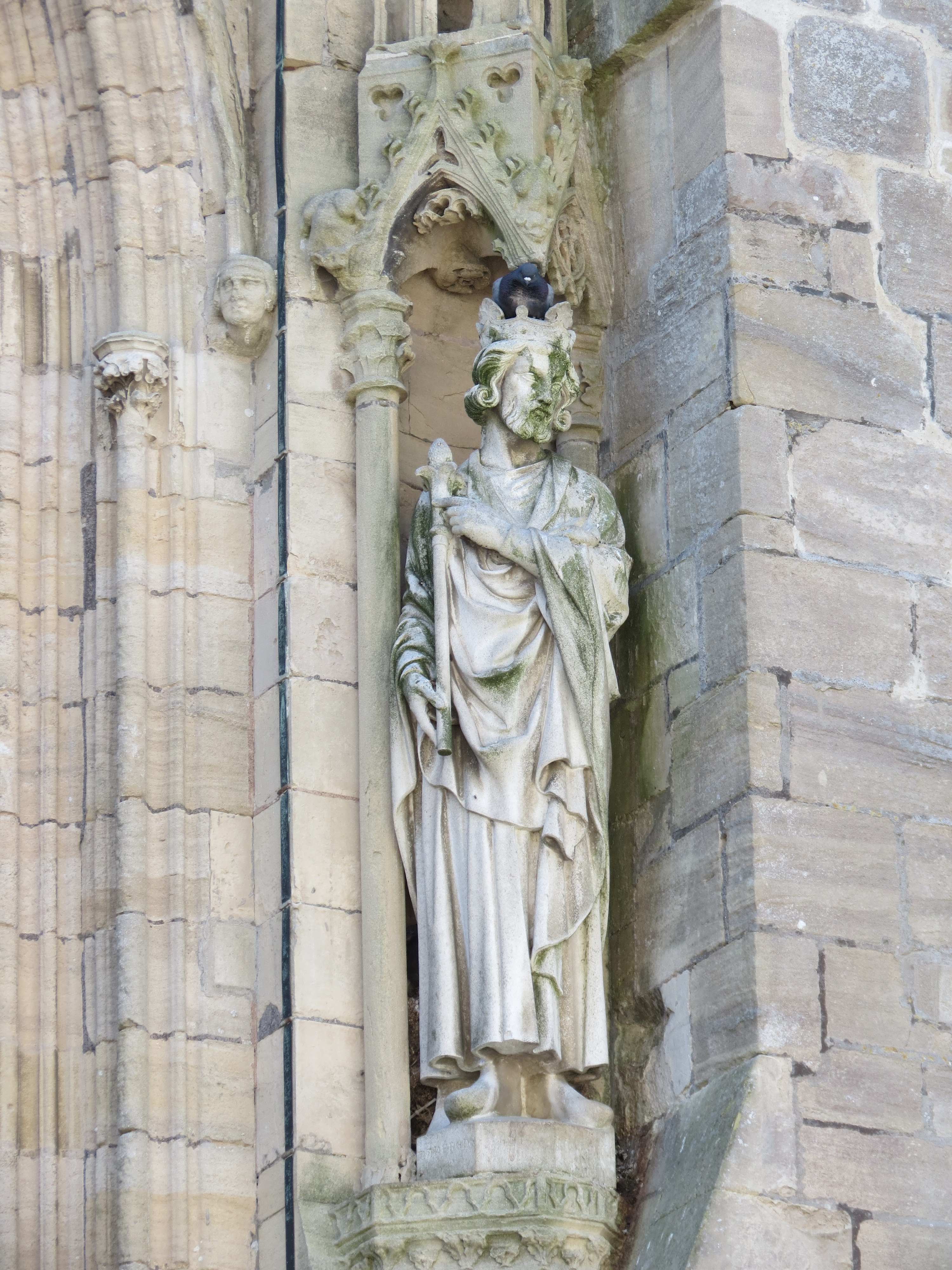
Танкред де Готвиль

В этой статье представлен список известных людей, умерших в 1041 году.
См. также: Категория:Умершие в 1041 году

## Январь
- 17 января — Масуд I Газни[англ.] — султан Газневидского государства (1031—1040)

## Февраль
- 4 февраля — Фудзивара но Кинто[англ.] — японский поэт

## Июль
- 28 июля — Дитмар II[нем.] — архиепископ Зальцбурга (1025—1041)

## Декабрь
- 10 декабря — Михаил IV Пафлагонский — византийский император с 1034 года.

## Дата неизвестна или требует уточнения
- Адольф I — граф в Кельдахгау с 996 года, фогт в Дойце (1040—1041)
- Адольф II — граф в Кельдахгау (1041) года, фогт в Дойце (1041).
- Акадзомэ Эмон — японская поэтесса.
- Ингвар Путешественник — предводитель неудачного похода викингов на Каспий в 1036—1042 годах.
- Мухаммад Газневи — султан Газневидского государства (1030—1031. 1040—1041)
- Ованес-Смбат III царь Анийского царства (Армении) с 1020 года.
- Оттон I — граф Лувена и маркграф Брюсселя с 1038 года.
- Пётр II Делян — предводитель восстания болгар против Византийской империи, царь Болгарии (1040—1041)
- Сампиро — епископ Асторги, испанский хронист
- Танкред де Готвиль — мелкий норманнский дворянин, основатель могущественной династии Готвилей (Отвилей)
- Эдвульф III[англ.] — элдормен Бамборо с 1038 года.
- Эдмунд — епископ Дарема (1020—1041)